# Choe Hyo-sim
Choe Hyo-sim (5 de dezembro de 1993) é uma halterofilista norte-coreana, medalhista olímpica. 

## Carreira
Choe Hyo-sim competiu na Rio 2016, onde conquistou a medalha de prata na categoria até 63kg.